# Zespół Elektrowni Dolna Odra
Zespół Elektrowni Dolna Odra w Nowym Czarnowie – nieistniejący już zespół znajdujących się w rejonie Szczecina trzech elektrowni z siedzibą w Nowym Czarnowie, w województwie zachodniopomorskim.

## Historia
- 1 lipca 1976 – powołanie Zespołu Elektrowni Dolna Odra w Nowym Czarnowie w składzie: Elektrownia Dolna Odra oraz tworzące od 14 lutego 1966 Zespół Elektrowni Szczecin – Elektrownia Pomorzany i Elektrownia Szczecin[1]
- 1 października 1996 – przedsiębiorstwo państwowe przekształcono w jednoosobową spółkę Skarbu Państwa[2]
- 2 maja 2001 – utworzenie spółki Zespół Elektrowni Dolna Odra S.A.
- 2023 – rozwiązanie Zespołu Elektrowni Dolna Odra. Elektrownia Pomorzany i Elektrownia Szczecin oraz sieć ciepłownicza w Gryfinie trafiły do linii biznesowej PGE Energia Ciepła tworząc PGE Energia Ciepła Oddział w Szczecinie (jedocześnie zmieniono oficjalne nazwy zakładów z "Elektrownia" na "Elektrociepłownia").  Elektrownia Dolna Odra weszła w skład spółki PGE Górnictwo i Energetyka Konwencjonalna S.A. – tworząc Oddział Elektrownia Dolna Odra[2].

## Dane organizacyjne
W skład zespołu elektrowni wchodziły 3 zakłady:
- Elektrownia Dolna Odra w Nowym Czarnowie koło Gryfina,
- Elektrownia Pomorzany w Szczecinie,
- Elektrownia Szczecin w Szczecinie.

Elektrownie Zespołu pracowały w oparciu o węgiel kamienny. W grudniu 2011 w Elektrowni Szczecin uruchomiono największy w Polsce kocioł fluidalny opalany biomasą, o zdolności produkcyjnej energii elektrycznej około 580 GWh/rok brutto.